# 甘蒙柽柳
甘蒙柽柳（学名：Tamarix austromongolica）为柽柳科柽柳属下的一个种。

## 扩展阅读
- 維基物種上的相關：甘蒙柽柳